# یواس‌سی‌جی‌سی هورن‌بیم (دبلیوال‌بی-۳۹۴)
یواس‌سی‌جی‌سی هورن‌بیم (دبلیوال‌بی-۳۹۴) (به انگلیسی: USCGC Hornbeam (WLB-394)) یک کشتی است که طول آن ۱۸۰ فوت (۵۵ متر) می‌باشد. این کشتی  در سال ۱۹۴۳ ساخته شد.